# Kai, Yamanashi
Kai (japanska: 甲斐市?, Kai-shi)  är den näst största staden i Yamanashi prefektur på ön Honshu i Japan. Staden bildades 1 september 2004 genom en sammanslagning av kommunerna Futaba, Ryūō och Shikishima. Kai är belägen strax väster om Kōfu, prefekturens administrativa huvudort.